# Eupterote formosana
Eupterote formosana is een vlinder uit de familie van de Eupterotidae. De wetenschappelijke naam van de soort is voor het eerst geldig gepubliceerd in 1908 door Matsumura.